# نخلة الخبز
نخلة الخبز أو شجرة الخبز أو خبز الكافر (الاسم العلمي: Encephalartos)، جنس من النخل السرخسي، موطنه الأصلي إفريقيا. يمكن إعداد طعام نشوي يشبه الخبز من وسط الساق. اسم الجنس مشتق من اليونانية القديمة، kephalē وتعني (رأس)، وarto وتعني (خبز)، في إشارة إلى استخدام النخاع لصنع الطعام.